# Phyllachora indocalami
Phyllachora indocalami är en svampart som beskrevs av Sawada 1943. Phyllachora indocalami ingår i släktet Phyllachora och familjen Phyllachoraceae.   Inga underarter finns listade i Catalogue of Life.